# 凪かすみ
凪 かすみ（なぎ かすみ）は日本のイラストレーター。

## 作品リスト

### 装画・挿絵
C★NOVELSファンタジア
- エイナリン物語シリーズ（ジュリエット・マッケナ著・原島文世訳）
- 煌夜祭（多崎礼著）- ※地図、カットのみ

B's-LOG文庫（現・ビーズログ文庫）
- 刻の王国シリーズ（あすか著）
- 神破の姫御子シリーズ（香月沙耶著）
- レンタル執事シリーズ（藤咲あゆな著）
- 針の魔法〜スワンドール奇譚〜（剛しいら著）
- 天翼のジャッジメント 聖女は恋に焦がれる（尾久山ゆうか著）
- 金色のコルダ3 スクール・ラプソディー! （石倉リサ、水澤なな著）
- なりゆき斎王の入内シリーズ（小田菜摘著）
- 後宮天后物語シリーズ（夕鷺かのう著）
- 恋愛レベル0の令嬢なのに、キスを求められて詰んでます（高見雛著）

コバルト文庫
- 永遠の花園シリーズ（閑月じゃく著）
- トゥインクルスター☆シューティングスター（吉川トリコ著）
- 砂漠の城の真珠姫シリーズ（ながと帰葉著）
- 月の瞳のエゼルシリーズ（我鳥彩子著）
- 記憶泥棒シリーズ（神埜明美著）
- 皇女アナスタシア 〜もう一つの物語〜（一原みう著）
- おしどり夫婦の愛は王宮を救…う? 公爵夫人は銀灯師（白川紺子著）
- すべてがおまえに背いても -高貴な罪びとを愛した少女の物語-（我鳥彩子著）
- 錬金術師シリーズ（一原みう著、3巻以降は電子書籍限定）
- 妖精の庭（一原みう著、電子書籍限定）

一迅社文庫アイリス
- 海上のミスティアシリーズ（梨沙著）
- 銀嶺の巫女シリーズ（森崎朝香著）
- 第七帝国華やぎ隊シリーズ（紫月恵里著）
- 旦那様の頭が獣なのはどうも私のせいらしいシリーズ（紫月恵里著）
- お狐様の異類婚姻譚シリーズ（糸森環著）

角川ビーンズ文庫
- 赤き月の廻るころシリーズ（岐川新著）
- 秘薬の恋を月に誓うシリーズ（槇ありさ著）
- 赤と黒の針騎士シリーズ（永瀬さらさ著）
- 一華後宮料理帖シリーズ（三川みり著）
- 双花斎宮料理帖（三川みり著）
- 魔力がないと勘当されましたが、王宮で聖女はじめますシリーズ（新山サホ著）

ルルル文庫
- 愛玩王子シリーズ（片瀬由良著）
- 聖グリセルダ学院シリーズ（鮎川はぎの著）
- ブラッディ・ハニー（鮎川はぎの著）
- 英雄の占星術師シリーズ（華宮らら著）
- 〈恋死に王〉と迷子の寵姫（平川深空著）
- 剣姫のふしだらな王子（斉藤百伽著）

アイリスNEO
- 円満に婚約を破談させるための、私と彼の共同作業（さき著）
- 龍の娘と空の騎士－ぼっち少女は愛され人生をめざし中－（桃春花著）
- ノベルアンソロジー◆溺愛編II　脇役令嬢なのに溺愛包囲網に囚われています（アンソロジー）
- 完全別居の契約婚ですが、氷の宰相様と愛するモフモフたちに囲まれてハピエンです!（あゆみノワ著）

レジーナブックス
- 婚約破棄された目隠れ令嬢は白金の竜王に溺愛される（高遠すばる著）
- 第五皇女の成り上がり!シリーズ（清家未森著）

ベリーズファンタジー
- 「役立たず」と捨てられましたが、最強パパともふもふの愛娘になりました（晴日青著）
- 能無しと捨てられましたが、真の聖女は私でした〜聖獣と王様と楽しく働いているのでお構いなく!〜（藤実花著）
- 天才幼女錬金術師に転生したら、冷酷侯爵様が溺愛パパにチェンジしました！シリーズ（雨宮れん著）

富士見L文庫
- 神去り国秘抄シリーズ（水守糸子著）
- 帝都の鶴シリーズ（崎浦和希著）

スターツ出版文庫
- あやかしの花嫁～４つのシンデレラ物語～（アンソロジー）
- 愛を知らぬ令嬢シリーズ（クレハ著）

エンジェライト文庫
- 愛されることを諦めていた少女を待っていたのは、甘過ぎる聖騎士からの溺愛でしたシリーズ（瑪々子著）
- 断罪された負け組令嬢ですが、時間を戻せるようになったので今度こそ幸せになりますシリーズ（シアノ著）

その他
- 神曲奏界ポリフォニカシリーズ（高殿円著・GA文庫）- ※エンシェント・ホワイト以降
- 転生先で捨てられたので、もふもふ達とお料理します〜お飾り王妃はマイペースに最強です〜シリーズ（桜井悠著、Mノベルス）
- 盲目の織姫は後宮で皇帝との恋を紡ぐシリーズ（小早川真寛著・双葉文庫）
- ルベリア王国物語シリーズ（紫音著・オーバーラップノベルスf）
- 茶寮かみくらの偽花嫁（あさばみゆき著、角川文庫）
- あやかし薬膳カフェ「おおかみ」シリーズ（森原すみれ著、アルファポリス文庫）
- スライム大公と没落令嬢のあんがい幸せな婚約シリーズ（江本マシメサ著、HJノベルス）
- 召喚ミスから始まる後宮スパイ生活　冷酷上司の過保護はご無用です（柊一葉著、フェアリーキス ピュア）

| サブスタブ | この項目は、まだ閲覧者の調べものの参照としては役立たない、書きかけの項目です。この項目を加筆・訂正などしてくださる協力者を求めています。このテンプレートは分野別のサブスタブテンプレートやスタブテンプレート（Wikipedia:分野別のスタブテンプレート参照）に変更することが望まれています。 |